# نوريكو هونما
نوريكو هونما (بالكانا:ほんま のりこ) هي ممثلة يابانية، ولدت في 29 نوفمبر 1911 في اليابان.

## وصلات خارجية
- نوريكو هونما على موقع IMDb (الإنجليزية)
- نوريكو هونما على موقع ألو سيني (الفرنسية)
- نوريكو هونما على موقع قاعدة بيانات الأفلام السويدية (السويدية)
- نوريكو هونما على موقع قاعدة بيانات الفيلم (الإنجليزية)
- نوريكو هونما على موقع كينوبويسك (الروسية)